# Münchner Freiheit
Se även Münchener Freiheit (band).
Münchner Freiheit (ibland även Münchener Freiheit) är ett torg i stadsdelen Schwabing i München.
Platsen hette tidigare Feilitzschplatz efter politikern Maximilian von Feilitzsch (1834–1913) och fick av myndigheterna 1933 namnet Danziger Freiheit som ett led i kampanjen att ändra statusen för Fria staden Danzig.
År 1947 fick platsen namnet Münchener Freiheit (Münchner från 1998) i åminnelse av motståndsgruppen Freiheitsaktion Bayern som uppmanade till kapitulation för de amerikanska trupperna i april 1945 och att man skulle göra väpnat uppror mot de kvarvarande nazistenheterna. 
Münchner Freiheit är även en trafikknutpunkt i Münchens lokaltrafik med station på Münchens tunnelbana och busscentral.